# Grande Prêmio da Alemanha de 1953
Resultados do Grande Prêmio da Alemanha de Fórmula 1 realizado em Nürburgring em 2 de agosto de 1953. Sétima etapa da temporada, foi vencido pelo italiano Giuseppe Farina, da Ferrari.

## Resumo
O Grande Prêmio da Alemanha de 1953 foi a única corrida da história da Fórmula 1 que contou com a participação de um carro construído pela EMW.
Última vitória na carreira de Giuseppe Farina.

## Classificação da prova
| Pos. | Nº | Piloto                         | Construtor            | Voltas | Tempo/Diferença      | Grid | Pontos |
| ---- | -- | ------------------------------ | --------------------- | ------ | -------------------- | ---- | ------ |
| 1    | 2  | Giuseppe Farina                | Ferrari               | 18     | 3:02:25.0            | 3    | 8      |
| 2    | 5  | Juan Manuel Fangio             | Maserati              | 18     | + 1:04.0             | 2    | 6      |
| 3    | 3  | Mike Hawthorn                  | Ferrari               | 18     | + 1:43.6             | 4    | 4      |
| 4    | 7  | Felice Bonetto                 | Maserati              | 18     | + 8:48.6             | 7    | 3      |
| 5    | 17 | Toulo de Graffenried           | Maserati              | 17     | + 1 volta            | 11   | 2      |
| 6    | 19 | Stirling Moss                  | Cooper-Alta           | 17     | + 1 volta            | 12   |        |
| 7    | 18 | Jacques Swaters                | Ferrari               | 17     | + 1 volta            | 19   |        |
| 8    | 1  | Alberto Ascari Luigi Villoresi | Ferrari               | 17     | + 1 volta            | 1    |        |
| 9    | 31 | Hans Herrmann                  | Veritas               | 17     | + 1 volta            | 14   |        |
| 10   | 20 | Louis Rosier                   | Ferrari               | 17     | + 1 volta            | 22   |        |
| 11   | 40 | Rodney Nuckey                  | Cooper-Bristol        | 16     | + 2 voltas           | 20   |        |
| 12   | 24 | Theo Helfrich                  | Veritas               | 16     | + 2 voltas           | 28   |        |
| 13   | 16 | Kenneth McAlpine               | Connaught-Lea-Francis | 16     | + 2 voltas           | 16   |        |
| 14   | 36 | Rudolf Krause                  | Greifzu-BMW           | 16     | + 2 voltas           | 26   |        |
| 15   | 37 | Ernst Klodwig                  | Heck-BMW              | 15     | + 3 voltas           | 32   |        |
| 16   | 22 | Wolfgang Seidel                | Veritas               | 14     | + 4 voltas           | 29   |        |
| Ret  | 4  | Luigi Villoresi Alberto Ascari | Ferrari               | 15     | Motor                | 6    | 1      |
| Ret  | 38 | Alan Brown                     | Cooper-Bristol        | 15     | Motor                | 17   |        |
| Ret  | 8  | Onofre Marimón                 | Maserati              | 13     | Suspensão            | 8    |        |
| Ret  | 35 | Edgar Barth                    | EMW                   | 12     | Exaustor             | 24   |        |
| Ret  | 12 | Johnny Claes                   | Connaught-Lea-Francis | 12     | Motor                | 25   |        |
| Ret  | 26 | Oswald Karch                   | Veritas               | 10     | Motor                | 34   |        |
| Ret  | 23 | Willi Heeks                    | Veritas               | 8      | Transmissão          | 18   |        |
| Ret  | 9  | Jean Behra                     | Gordini               | 7      | Câmbio               | 9    |        |
| Ret  | 11 | Harry Schell                   | Gordini               | 6      | Motor                | 10   |        |
| Ret  | 14 | Príncipe Bira                  | Connaught-Lea-Francis | 6      | Suspensão            | 15   |        |
| Ret  | 28 | Theo Fitzau                    | AFM-BMW               | 3      | Motor                | 21   |        |
| Ret  | 34 | Kurt Adolff                    | Ferrari               | 3      | Transmissão          | 27   |        |
| Ret  | 41 | Günther Bechem                 | AFM-BMW               | 2      | Motor                | 30   |        |
| Ret  | 10 | Maurice Trintignant            | Gordini               | 1      | Diferencial          | 5    |        |
| Ret  | 15 | Roy Salvadori                  | Connaught-Lea-Francis | 1      | Motor                | 13   |        |
| Ret  | 32 | Erwin Bauer                    | Veritas               | 1      | Motor                | 33   |        |
| Ret  | 21 | Hans Stuck                     | AFM-Bristol           | 0      | Motor                | 23   |        |
| Ret  | 30 | Ernst Loof                     | Veritas               | 0      | Bomba de combustível | 31   |        |
| DNS  | 39 | Helm Glöckler                  | Cooper-Bristol        | 0      | Motor                |      |        |

## Tabela do campeonato após a corrida
Classificação do mundial de pilotos
|   | Pos. | Piloto                | Pontos      |
| - | ---- | --------------------- | ----------- |
|   | 1    | Alberto Ascari        | 33.5 (37.5) |
| 4 | 2    | Giuseppe Farina       | 20          |
| 2 | 3    | Juan Manuel Fangio    | 19          |
| 2 | 4    | Mike Hawthorn         | 18 (20)     |
| 2 | 5    | José Froilán González | 13,5 (14,5) |

- Nota: Somente as primeiras cinco posições estão listadas. Apenas os quatro melhores resultados dentre os pilotos eram computados visando o título.